# Rhachisphora indica
Rhachisphora indica là một loài côn trùng cánh nửa trong họ Aleyrodidae, phân họ Aleyrodinae.
Rhachisphora indica được Sundararaj & David miêu tả khoa học đầu tiên năm 1991.